# Batayporã
Batayporã je město v brazilském státě Mato Grosso do Sul. Bylo založeno roku 1967 jako vyvrcholení projektu Jana Antonína Bati z roku 1953. Vzniklo na ploše 100 000 hektarů vymýceného pralesa. Dodnes zde žijí potomci zakladatelů obce pocházejících z Československa. Od roku 1954 vedl město Jindřich Trachta, který se narodil v roce 1921 v Žeravicích.

## Etymologie názvu
Název vznikl spojením příjmení iniciátora a zakladatele města a dvou slov z jazyka guaraní, y (voda) a porã (dobrý, čistý). Česky tak Batayporã znamená „Baťova Dobrá Voda“.